# پرواز فرشته سیاه
پرواز فرشته سیاه (به انگلیسی: Flight of Black Angel) یک تله‌فیلم مهیج آمریکایی محصول سال ۱۹۹۱ به کارگردانی جاناتان موستو است که با بازی ویلیام اولیری و پیتر اشتراوس برای شبکه تلویزیونی شوتایم تولید شد.

## داستان
کاپیتان ادی گوردون، خلبان برتر یک آکادمی نیروی هوایی، یک خلبان با استعداد و تهاجمی است که نشان می‌دهد بیش از حد برای همکارهای خود که نمی‌توانند با آنها مطابقت کنند. مربی پرواز او، مت رایان (پیتر اشتراوس) سعی می‌کند او را تشویق کند که خودداری کند، اما چندان موفق نمیشود.
بعد از جشن تولدش در خانه‌اش در لاس وگاس، ادی یک طرح طولانی مدت مذهبی را به اجرا می‌گذارد: او برادرش (رودنی ایستمن) و والدینش (بن راونسلی و کی. کالن) را می‌کشد.

## انتشار
این فیلم به صورت ویدئویی در ۲۵ ژانویه ۱۹۹۱ در ژاپن منتشر شد، قبل از پخش در شبکه شوتایم در ۲۳ فوریه ۱۹۹۱. دی‌وی‌دی فیلم اولین بار در فنلاند در ۹ سپتامبر ۲۰۰۳ منتشر شد. تحت عنوان پرواز فرشته سیاه در برخی مناطق منتشر شد.